# Другий Ефеський собор
37°56′42″ пн. ш. 27°20′21″ сх. д. / 37.945° пн. ш. 27.33916667° сх. д.
Другий Ефеський Собор — Собор Церкви, скликаний в Ефесі 8 серпня 449 року імператором Візантії Феодосієм II. Собор був скликаний імператором за пропозицією патріарха Олександрійського Діоскора після Першого Ефесского Собору (Третього Вселенського) протистояння яке тривало між представниками богословських партій міафізитів (олександрійців) і діофізитів (антиохийців).
Другий Ефеський Собор, як собор антидіофізитський, відкидається церквами халкидонської діофізитської традиції (Римо-католицтво, Православ'я), і іменується ними «собором монофізитів». В православ'ї і католицизмі цей собор відомий також і як «Розбійницький собор». У церквах міафизитської традиції (міафизитські Давньосхідні церкви), чиє богослов'я захищав Другий Ефеський Собор, він не числиться у списку визнаних Вселенських Соборів з причини відмови від нього при підписанні унії з діофізитами через Енотикон.

## Перша сесія
При відкритті Собору не стали чекати посланців папи Лева I, і Західну Церкву представляли якийсь вигнаний єпископ Юлій (Julius) та диякон Гіларій, згодом Папа Римський. Були присутні 127 єпископів і 8 представників єпископів. Головою був призначений патріарх Олександрійський Діоскор, за ним у списку йшов вищевказаний Юлій і потім Ювеналій Єрусалимський, що стояв вище Флавіана Константинопольського і Домна Антіохійського. Від головування були відсторонені 7 єпископів, в тому числі Флавіан, який відсторонив на Константинопольському Синоді архімандрита Евтиха (Євтихія) за відмову визнати дві природи Христа.
Спочатку було оприлюднено оголошення імператора Феодосія. Представники Папи запропонували оголосити привезений ними лист, в якому Лев I посилався на догматичне послання до Флавіана, який пропонував Собору прийняти правила віри. Але Діоскор замість цього зачитав лист до імператора, що наказує з'явитися на Собор антинесторіанському фанатику Варсуме (Barsumas). Діоскор заявив, що віра — не тема для обговорення, а обговорювати на Соборі треба події. Він був проголошений захисником віри. З'явився Євтих і доповів, що нічого не додавав до Нікейського Символу віри і нічого не віднімав. Обвинувачеві Євтиха, Євсевію єпископу Дорилеї (Eusebius of Dorylaeum), не дали слова. Далі Діоскор, не звертаючи уваги на протести представників Папи (посланнця Лева I так і не було оголошено), почав зачитувати акти суду над Євтихом (цілком — від початку і до кінця). Собор вирішив, що вчення про дві природи Христа є несторіанством, а Євтиха виправдав 114 голосами, з яких 3 — його колишні судді. Потім було повідомлено прохання від монастиря Євтиха, відлученого в повному складі. Собор їх простив.
Були зачитані уривки з віровизначень попереднього Ефеського Собору. Далі Діоскор заявив, що Флавіан і Євсевій повинні бути скинуті як ті що відступили від цієї віри. Під цим підписалися 135 єпископів. Але Халкидонський Собор засвідчив, що актам описуваного Собору не можна довіряти. Тисячна юрба ченців на чолі з Варсумою увірвалася на засідання і загрожувала насильством єпископам на стороні Флавіана. Їх секретарям поламали пальці, щоб вони не могли робити записи, а сам Флавіан був жорстоко побитий. Багато єпископів підписалися під загрозою розправи, деякі підписали чистий аркуш, а інші не підписалися взагалі, але їх імена були всі одно додані у акти.
Іларій вимовив «Contradicitur» (заперечується), анулюючи вирок від імені Папи, і насилу зник. Флавіан був відправлений у заслання й помер через кілька днів у Лідії.

## Наступні сесії
На наступній сесії Собору засідало 113 осіб, включаючи Варсуму і 9 нових імен. Від папських легатів залишився Дульцитий (Dulcitius), нотаріус Іларія, який був нездоровий. Легати ж струсили пил з ніг перед присутніми — на знак невизнання Собору, що ігнорував існування папи.
Першим розглядалося справа Іви (Ibas), єпископа Едесси. Цей захисник антиохійців був звинувачений у злочинах перед Домном Антіохійським і виправданий незабаром після Пасхи 448. Його обвинувачі домоглися в Константинополі, у імператора, нового суду. Судді Фотій Тирський (Photius of Tyre), Євстафій Беритський (Eustathius of Berytus) і Ураній Імерійський (Uranius of Imeria) знову виправдали (2.449) Іву і звинувачених з ним: Данила єпископа Харранського (Daniel, Bishop of Harran) та Іоана Феодосіанопольського (John of Theodosianopolis). Херіас, правитель Осроени (Cheroeas, Governor of Osrhoene) почав в Едессі нове розслідування; після пред'явлення результатів імператор велів змістити Іву. Коли на Соборі оголосили лист Іви, присутні в один голос запропонували відправити його на вогнище. Обвинувальну промову виголосив священик Євлогій з Едесси. Іва не був присутній на Соборі і не міг захищатися.
Далі розглядався Іриней, який, будучи мирянином, надав розташування Несторию на попередньому Ефеському Соборі. Пізніше він став єпископом Тирским, але був позбавлений влади в 448 імператором, після нього був вищезгаданий Фотій. Іринея скинули за двоєженство і богохульство. Скинули також його ставленика Аквіліна (Aquilinus) єп. Бібла (Byblus). Івова кузена Софронія (Sophronius) єпископа Теллы (Tella), звинуватили в магії і передали на суд нового єпископа Едесси. Феодорит Кирський, своїм красномовством став грозою монофизитів, не випускався імператором з меж своєї дієцезії, щоб не проник в Антіохію і на цей Собор. Феодориту пригадали дружбу з Несторієм і недовгу ворожнечу зі св. Кирилом. Були зачитані уривки з творів Феодорита, після чого його заочно скинули і відлучили від Церкви (коли Феодорит про це почув, він відразу написав Римському папі).
Домн Антіохійський погодився на першій сесії з виправданням Євтиха, але не був присутній далі через хворобиу. Собор вислав йому рішення Собору, і він відповів (якщо вірити актам), що згоден з ними. Відразу після цього були оприлюднені звинувачення на самого Домна: він був звинувачений в дружбі з Феодоритом і Флавіаном, несторіанстві, спотворенні таїнства хрещення, призначенні аморального єпископа в Емесу, неканонічному самоназначенні і ворожнечі з Діоскором. Про Домна сказали, що він гірше Іви, і відлучили його.

## Підсумки собору
Другий Ефеський Собор підтвердив невинність Євтихія і відлучив за діофизитство патріархів Антіохії та Константинополя. Імператор затвердив рішення Собору. Архієпископ Олександрійський Діоскор розіслав окружне послання єпископам Сходу, яке вони повинні були підписати. За протекцією Діоскора архієпископом Константинопольським став Анатолій, а патріархом Антіохійським став Максим. Папа Римський Лев I, який ще до собору став на бік діофизитів і написав на захист діофизитства свій Томос, відкинув результати собору і назвав його «розбійницьким» (лат. Latrocinium), під що згодом був підігнаний міф про "неймовірні насильства". Не маючи формальних повноважень, він відлучив від Церкви всіх учасників собору і виправдав всіх засуджених, крім Домна. Однак при житті імператора Феодосія рішення Другого Ефесского собору, як Вселенського залишалися законними. Тільки на Халкидонському соборі "Розбійницький собор" був офіційно відкинутий церквою імперії, що призвело до подальших конфліктів між міафизитами і діофизитами, і як підсумок до церковного розколу.